# Coupe d'Europe de marche 2021
Navigation
Édition précédente
La 14e édition de la Coupe d'Europe de marche se déroule à Poděbrady en Tchéquie le 16 mai 2021.

## Podiums
| Épreuves                  | Or                  | Or                   | Argent           | Argent               | Bronze              | Bronze               |
| ------------------------- | ------------------- | -------------------- | ---------------- | -------------------- | ------------------- | -------------------- |
| Individuel                |                     |                      |                  |                      |                     |                      |
| 20 km hommes              | Perseus Karlström   | 1 h 18 min 54 s      | Álvaro Martín    | 1 h 19 min 14 s (PB) | Diego García        | 1 h 19 min 19 s (SB) |
| 50 km hommes              | Marc Tur            | 3 h 47 min 40 s (PB) | Aleksi Ojala     | 3 h 48 min 25 s (SB) | Andrea Agrusti      | 3 h 49 min 52 s (PB) |
| 10 km junior (U20) hommes | José Luis Hidalgo   | 41 min 35 s (PB)     | Paul McGrath     | 41 min 51 s          | Serhat Güngör       | 42 min 20 s          |
| 20 km femmes              | Antonella Palmisano | 1 h 27 min 42 s      | María Pérez      | 1 h 28 min 03 s (SB) | Laura García-Caro   | 1 h 28 min 07 s (PB) |
| 35 km femmes              | Antigoni Drisbioti  | 2 h 49 min 55 s      | Eleonora Giorgi  | 2 h 51 min 05 s      | Lidia Barcella      | 2 h 51 min 50 s      |
| 10 km junior (U20) femmes | Eliška Martínková   | 45 min 37 s          | Adriana Viveiros | 46 min 49 s          | Maële Biré-Heslouis | 47 min 53 s          |
| Par équipes               |                     |                      |                  |                      |                     |                      |
| 20 km hommes              | Espagne             | 9                    | Italie           | 24                   | Allemagne           | 44                   |
| 50 km hommes              | Italie              | 23                   | Allemagne        | 24                   | Ukraine             | 41                   |
| 10 km junior (U20) hommes | Espagne             | 3                    | France           | 12                   | Turquie             | 15                   |
| 20 km femmes              | Espagne             | 9                    | Ukraine          | 21                   | Italie              | 23                   |
| 35 km femmes              | Italie              | 13                   | Grèce            | 21                   | Biélorussie         | 27                   |
| 10 km junior (U20) femmes | Turquie             | 3                    | France           | 11                   | Espagne             | 16                   |